# گردوی گرمسیری
گردوی آمریکایی یا گردوی گرمسیری (نام علمی: Carya) نام یک سرده از راسته راش‌سانان است.